# آبشار چدوک
آبشار چدوک (به انگلیسی: Chedoke Falls) آبشاری است که در همیلتون (انتاریو)، کانادا واقع شده و ارتفاع کلی ریزشگاه آن ۱۵٫۵ متر (۵۱ فوت) است.